# Warren Township (Jo Daviess County, Illinois)
Die Warren Township ist eine von 23 Townships im Jo Daviess County im Nordwesten des US-amerikanischen Bundesstaates Illinois.

## Geografie
Die Warren Township liegt im Nordwesten von Illinois an der Grenze zu Wisconsin. Die Grenze zu Iowa, die vom Mississippi gebildet wird, befindet sich rund 40 km westlich.
Die Warren Township liegt auf 42°28′57″ nördlicher Breite und 90°01′15″ westlicher Länge und erstreckt sich über 51,05 km².
Die Warren Township liegt im Norden des Jo Daviess County, grenzt im Osten an die Nora Township, im Süden an die Rush Township und im Westen an die Apple River Township. Im Norden grenzt die Warren Township an das Grant County in Wisconsin.

## Verkehr
Von Wisconsin kommend führt die Illinois State Route 78 in Nord-Süd-Richtung durch die Township. Alle weiteren Straßen sind County Roads und zum Teil unbefestigte weiter untergeordnete Straßen.
Im Norden durchquert eine Bahnlinie der Canadian National Railway die Warren Township.
Die nächstgelegenen Flugplätze sind der rund 75 km westlich in Iowa gelegene Dubuque Regional Airport, der rund 60 km nordwestlich gelegene Platteville Municipal Airport und der Albertus Airport im rund 55 km südöstlich gelegenen Freeport im Stephenson County.

## Bevölkerung
Bei der Volkszählung im Jahr 2010 hatte die Township 1601 Einwohner. Innerhalb der Warren Township gibt es neben gemeindefreier Streubesiedlung mit Warren nur eine selbstständige Gemeinde (mit dem Status "Village").